# Scooby-Doo! First Frights
Scooby doo! First Frights är ett 3D-plattformsspel som släpptes 2009. Det utvecklades av Torus Games och publicerades av Warner Bros. Interactive Entertainment.